# Magulla buecherli
Magulla buecherli là một loài nhện trong họ Theraphosidae.
Loài này thuộc chi Magulla. Magulla buecherli được miêu tả năm 2008 bởi Indicatti et al..